# هيلين ولس
هيلين ولس (بالإنجليزية: Helen Wells)‏ (1910 - 1986)؛ كاتِبة وروائية أمريكية.